# Torredelcampo
Torredelcampo és un municipi de la província de Jaén (Andalusia, amb una població de 14.076 habitants (INE 2006)

## Geografia
La localitat està situada a 11 km al nord-oest de Jaén, prop de l'autovia A-316. El seu emplaçament s'alça a 640 metres. El seu terme municipal d'estén sobre 182 km². El 90% d'aquesta xifra es troba conreada. Posseeix un paisatge característic en el qual contrasten les formes suaus de la campinya amb els relleus abruptes i accidentats de la serra.

## Personatges famosos
- el cantant Juanito Valderrama.
- l'atleta Manuel Pancorbo.
- el compositor Juan Parras del Moral.

## Ciutats agermanades
- Barakaldo

## Fira de Santa Ana
Des de 1800 la reina Isabel va predicar un document perquè aquesta fira fora una de les millors d'Espanya. Se celebra a mitjans d'estiu.